# Antoni Gorzeński
Antoni Gorzeński herbu Nałęcz (ur. ok. 1710, zm. 28 maja 1774) – chorąży kaliski i poznański, konsyliarz generalny wielkopolski konfederacji barskiej, konsyliarz województwa poznańskiego i województwa kaliskiego w konfederacji radomskiej w 1767 roku.  
Syn Aleksandra Gorzeńskiego i jego żony Anny z Koźmińskich. Był dwukrotnie żonaty, z zawartego w 1739 r. małżeństwa z Ludwiką z Błeszyńskich doczekał się czwórki dzieci – trzech córek i syna Augustyna, druga żona, Łucja z Chwałkowskich, zmarła w 1750 po narodzinach syna Józefa.  
Od 1740 był łowczym, od 1759 stolnikiem i od 1762 chorążym kaliskim. W 1769 mianowany chorążym poznańskim. Z ramienia sejmików średzkich w 1737 r. wyznaczony został do komisji skarbowej, w 1755 r. był komisarzem skarbowym województw poznańskiego i kaliskiego, a w 1761 wybrany został marszałkiem średzkiego sejmiku gospodarskiego. 
W 1767 wybrano go konsyliarzem konfederacji województw wielkopolskich, w tymże roku podpisał również akt konfederacji radomskiej. Po przystąpieniu do konfederacji barskiej w 1769 r. wybrany został członkiem wielkopolskiej Izby Konsyliarskiej i pierwszym konsyliarzem z prawem zastępowania marszałka, wykazując na zajmowanym stanowisku wiele energii i inicjatywy, a na początku 1770 r. wysłany został jako jeden z ablegatów do konfederackiej Generalności. We wrześniu 1771 r. z jej ramienia przybył do Wielkopolski z zadaniem ożywienia tamtejszej konfederacji. Czynnie włączył się wówczas m.in. w spór między Ignacym Malczewskim a Józefem Zarembą, zakończony złożeniem tego pierwszego z urzędu marszałkowskiego. 
W 1772 r. protestował przeciwko okupacji pruskiej, inicjując m.in. antypruski zjazd szlachty powiatu gnieźnieńskiego. 
W 1739 r. przejął od ojca dobra dobrzyckie, spłacając rodzeństwo. Niemal dwadzieścia lat później zmuszony był do zastawienia Dobrzycy Wojciechowi z Werbna Rydzyńskiemu na trzy lata za 220 tys. złp. – nie był jednak w stanie spłacić zaciągniętych zobowiązań, które uregulował dopiero jego syn Augustyn, któremu Antoni sprzedał dobra w 1772 r. 